# Маляров Іван Петрович
Іван Петрович Маляров (1904 — ?) — український радянський діяч, секретар Чернівецького обкому КП(б)У, 1-й секретар Білопільського районного комітету КП(б)У Сумської області.

## Життєпис
Член ВКП(б) з 1931 року.
У травні 1939 — 1941 роках — завідувач сільськогосподарського відділу Сумського обласного комітету КП(б)У.
У 1943—1944 роках — 1-й секретар Білопільського районного комітету КП(б)У Сумської області.
З квітня 1944 по 1946 рік — завідувач сільськогосподарського відділу Чернівецького обласного комітету КП(б)У.
У 1946 (затв. у січні 1947) — березні 1948 року — 3-й секретар Чернівецького обласного комітету КП(б)У.
З 1948 року — на відповідальній партійній роботі в Сумській області.
Подальша доля невідома.

## Нагороди
- орден Трудового Червоного Прапора (23.01.1948)
- ордени
- медалі